# Musée du scoutisme
Fermé depuis le décès, en 2002,  de son fondateur (Michel Mulleman), le musée du scoutisme était situé à Dourlers près d'Avesnes-sur-Helpe, dans le département du Nord, en France.

## Histoire
L'industriel Michel Mulleman (1919-2002) est chef de groupe chez les Scouts de France et « Chevalier de France ».
il acquiert le château de Dourlers au début des années 1970 et y crée le musée en 1984. 
Le musée ferme après sa mort. Depuis le fonds est géré par l'association "Scoutisme, patrimoine & collections", dont il avait été président.

## Environnement et accès
Le musée est situé dans le château de Dourlers, monument inscrit dans la base Mérimée des monuments historiques, au titre de témoin de l'art des jardins au 19e siècle.